# Список аэропортов Германии

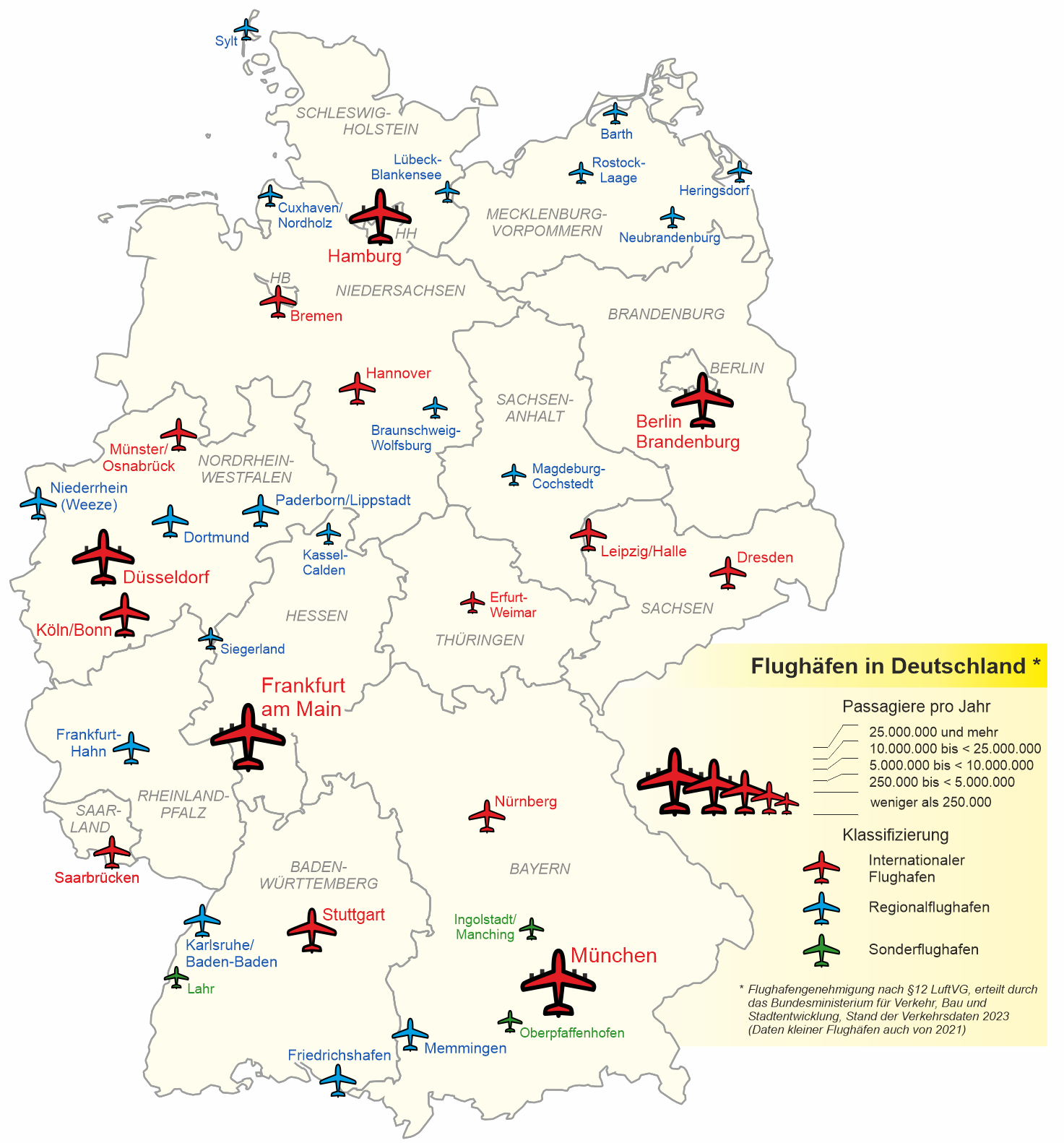
Расположение крупнейших аэропортов на карте Германии

Список аэропортов Германии содержит все аэропорты Германии, которые были классифицированы ответственным органом власти, ведающим воздушным транспортом, как аэропорты согласно § 38 Положения о допуске к воздушному сообщению (нем. Luftverkehrs-Zulassungs-Ordnung, LuftVZO) в контексте § 12 Закона о воздушном сообщении (нем. Luftverkehrsgesetz, LuftVG). В него входят как аэропорты гражданской, так и общей авиации — в том числе специальные аэропорты и военные аэропорты, в которых допустимы полёты гражданской авиации.

## Правовая ситуация

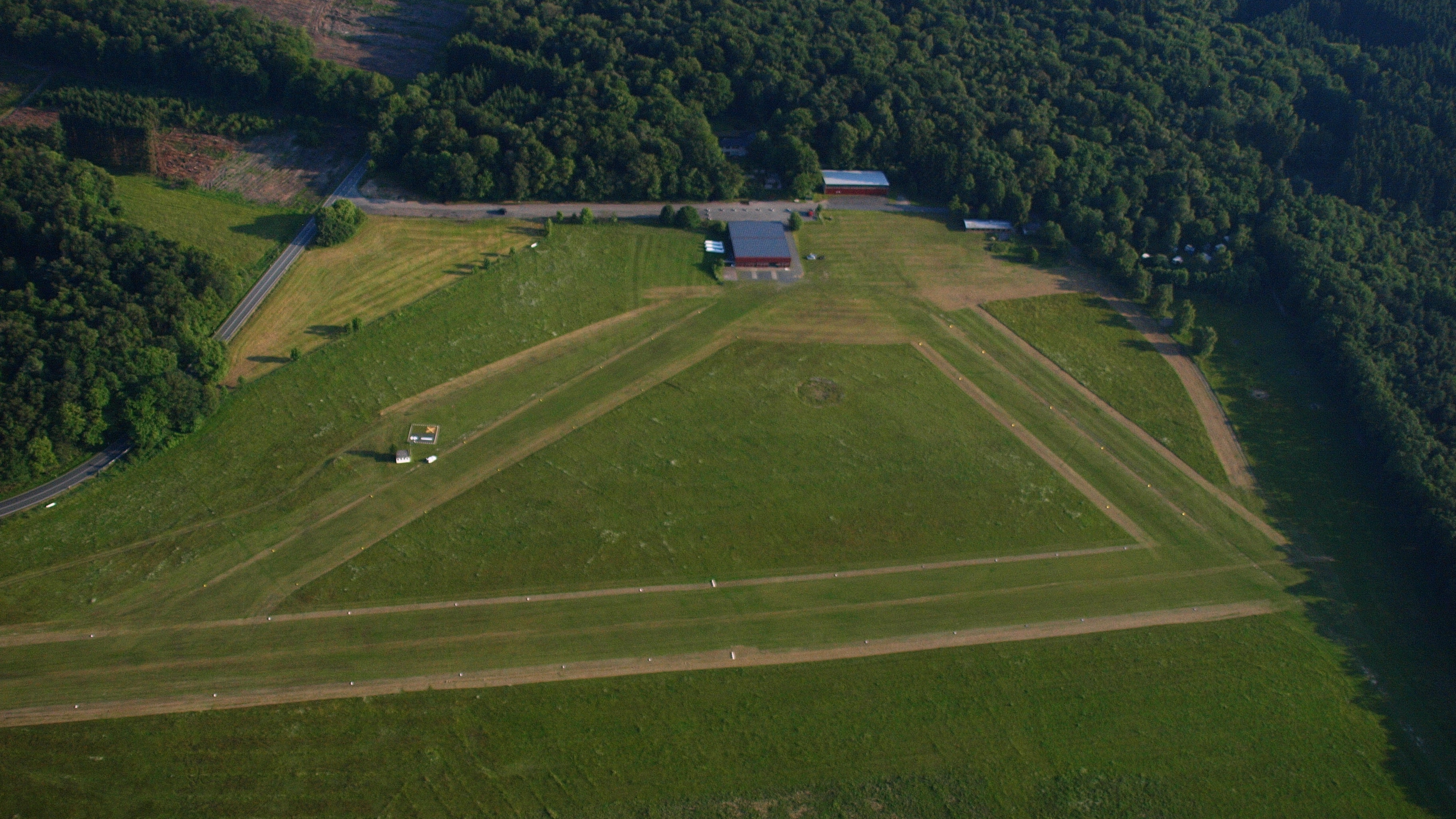
Планеродром Кёнигсвинтер-Ойденбах

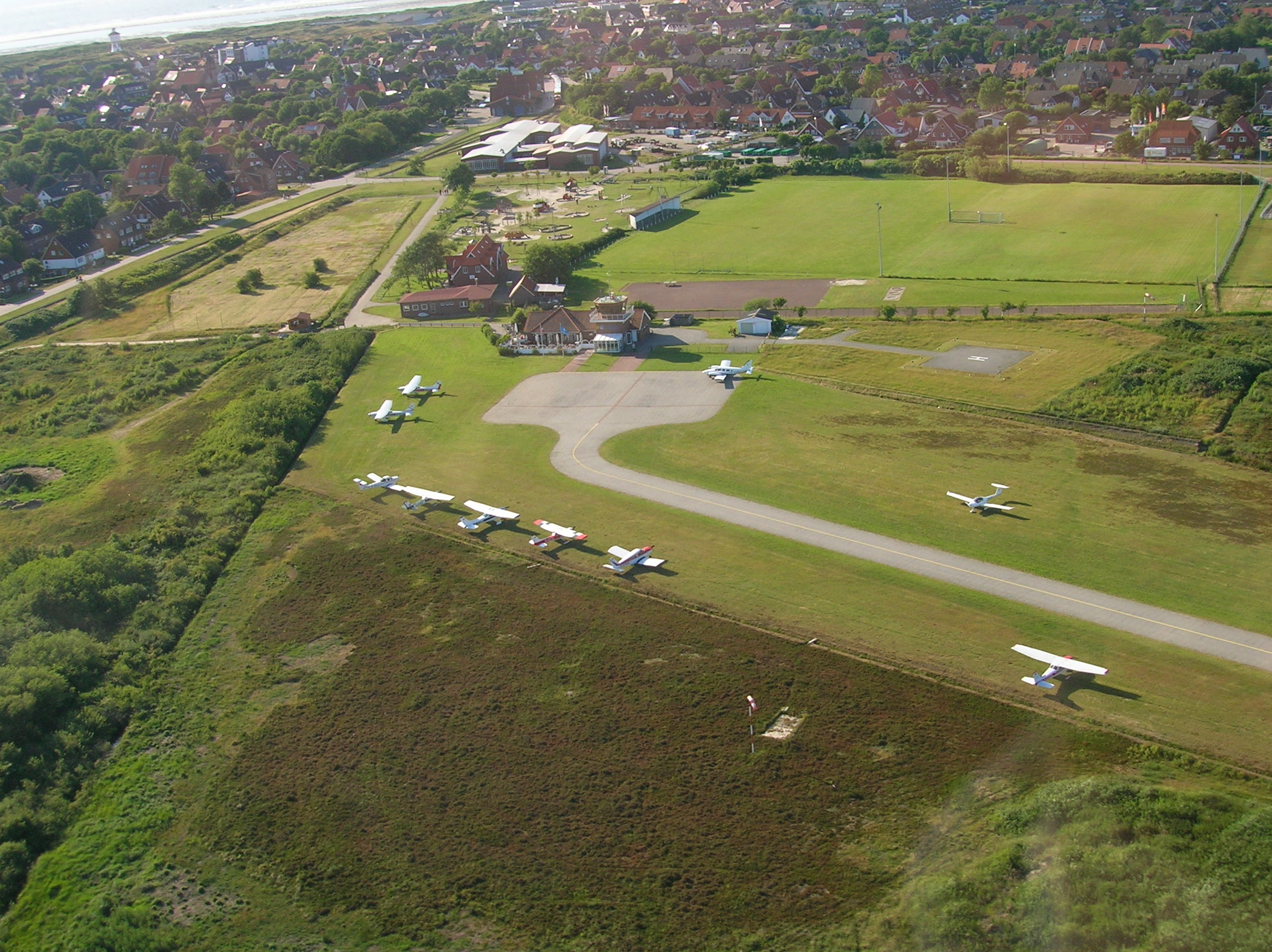
Аэродром Лангеог

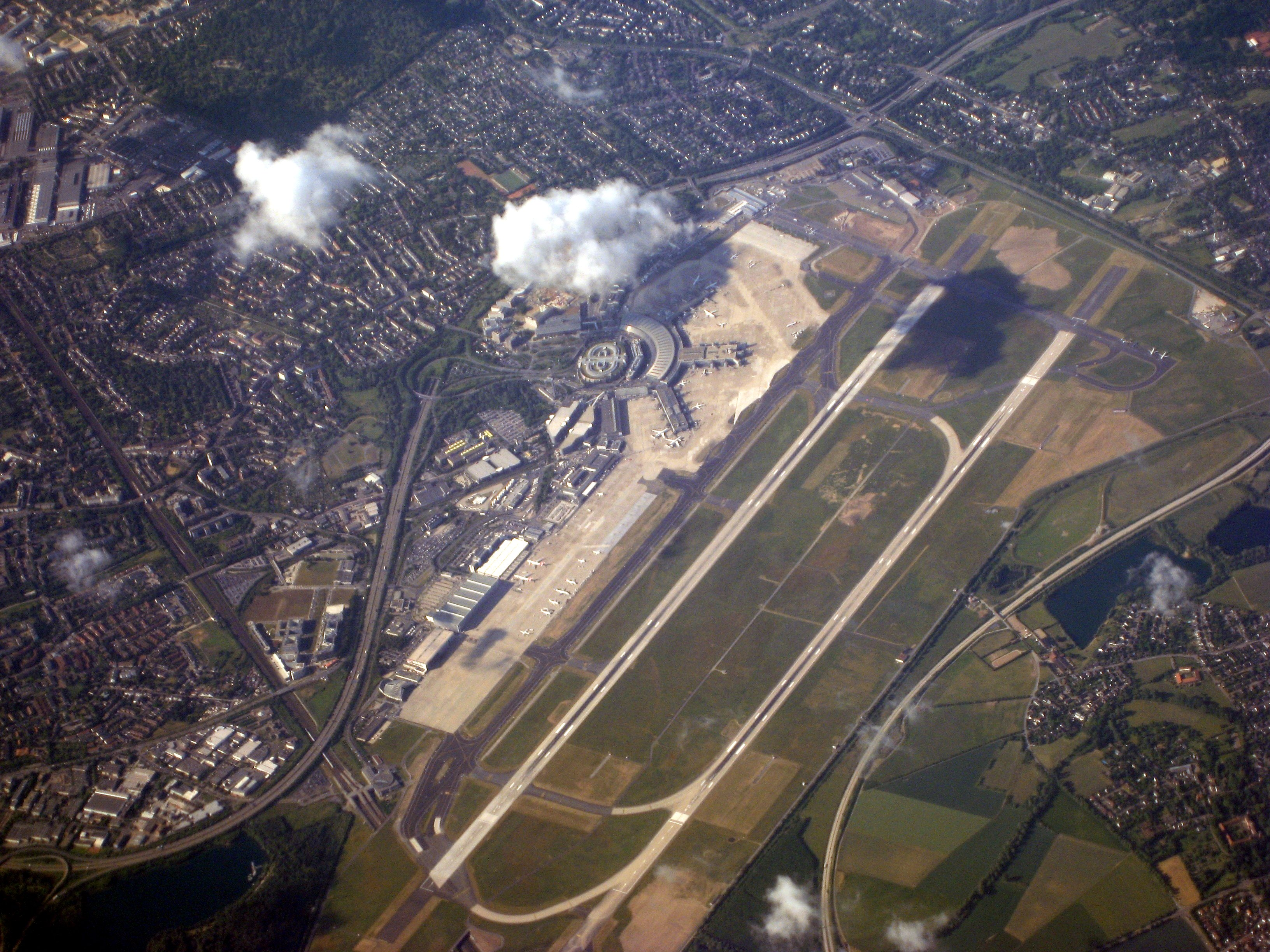
Аэропорт Дюссельдорф

Законодательство Германии предусматривает существование трёх видов гражданских аэродромов: планеродромов (нем. Segelfluggelände), посадочных площадок (нем. Landeplatz) и аэропортов (нем. Flughafen). Если для планеродромов существуют ограничения по типу принимаемых воздушных судов (допускаются только планеры и мотопланеры), то единственное различие между посадочными площадками и аэропортами с правовой точки зрения состоит в наличии защищённой от застройки зоны (нем. Bauschutzbereich) вокруг территории аэропорта. Наличие или отсутствие этой зоны зависит от планируемого использования аэродрома. Взлёт и посадка воздушных судов со взлётной массой свыше 20 тонн и выполняющих полёты правилам полётов по приборам в нормальных условиях допускается только в аэропортах. В то же время самолёты меньшей взлётной массы, вне зависимости от того, выполняется ли полёт по приборам или визуально, могут использовать как аэропорты, так и посадочные площадки. При этом никаких других ограничений на посадочные площадки не накладывается — к примеру, они могут использоваться для регулярного пассажирского сообщения.
Аэропорты подразделяются на аэропорты общего (нем. Verkehrsflughafen) и специального (нем. Sonderflughafen) назначения. В то время, как аэропорты общего назначения могут использоваться для взлёта и посадки любыми воздушными судами, специальные аэропорты предназначены для выполнения определённой задачи — общественной (к примеру, военные аэропорты) или частной (аэропорты на территории авиастроительных предприятий).

## Условные обозначения
Название
В данном поле указывается название аэропорта. Используется наиболее широко известное и узнаваемое название, которое может не совпадать с официальным названием аэропорта. К примеру, официальное обозначение аэропорта Веце «Гражданский аэропорт Нижнего Рейна» (нем. Verkehrsflughafen Niederrhein) практически не используется.
Код ИАТА
Состоящий из трёх латинских букв, этот код служит для однозначной идентификации гражданских аэропортов. Коды присваиваются Международной ассоциацией воздушного транспорта (ИАТА). В идеале код ИАТА связан с местоположением аэропорта (к примеру FRA — Франкфурт-на-Майне или DUS — Дюссельдорф), однако различные причины (к примеру, наличие нескольких аэропортов в одном городе) могут приводить к отклонению от этого принципа.
Код ИКАО
Четырёхбуквенный код ИКАО, присваиваемый Международной организацией гражданской авиации, в отличие от кода ИАТА, имеет чёткую структуру. Первый символ указывает на регион, в котором расположен аэропорт (E — северная Европа), второй — на государство. Для гражданских аэропортов Германии используются коды EDxx (D — от немецкого названия Германии Deutschland). Военные аэропорты получают коды формата ETxx, которые раньше был закреплены за ГДР, а после объединения Германии перешли к ФРГ.
Классификация
По типу получаемой эксплуатационной лицензии гражданские аэропорты делятся на аэропорты общего (нем. Verkehrsflughafen) и специального (нем. Sonderflughafen) назначения. Среди аэропортов общего назначения в свою очередь выделяются международные (нем. Internationalflughafen) и региональные (нем. Regionalflughafen) аэропорты. Данное разделение несёт исключительно правовой характер: в международных аэропортах государство признаёт необходимость постоянной работы службы управления воздушным движением, в связи с чем на них организацией службы занимаются авиадиспетчеры государственной авиадиспетчерской службы Deutsche Flugsicherung. В то же время в региональных аэропортах работают диспетчеры любой из лицензированных авиадиспетчерских компаний. Международные аэропорты отмечены в таблице серым цветом.
В то же время эта классификация никак не связана с пассажирооборотом аэропорта или способностью выполнять рейсы за пределы Германии. Так, пассажирооборот регионального аэропорта Дортмунда почти в 10 раз превышает пассажирооборот международного аэропорта Эрфурт/Веймар. Если из международного аэропорта Саарбрюккена совершаются рейсы в 11 аэропортов за пределами Германии, то из регионального Франкфурт-Хан — более чем в 50.
Ассоциация немецких аэропортов ADV в своей статистке дополнительно указывает как международные аэропорты Дортмунд, Франкфурт-Хан, Фридрихсхафен, Карлсруэ/Баден-Баден, Любек, Падерборн/Липпштадт и Веце.
Год открытия
Год открытия гражданского аэропорта в современном месте расположения
Пассажиропоток
Указывает общее число пассажиров, перевезённых за указанный год. При этом учитываются регулярное, чартерное и коммерческое сообщение, а также промышленные перевозки и некоммерческие перевозки.
Взлёты/посадки
Общее количество взлётов и посадок в аэропорту за указанный год.
Грузооборот (тонн)
Общая масса груза (включая авиапочту) в тоннах, перевезённого за указанный год.
ВПП (м)
Длина и ширина одобренной ответственным органом власти взлётно-посадочной полосы в метрах. Фактические длина и ширина, с учётом полос безопасности и неиспользуемых участков, могут отличаться от указанных в таблице.
Направление
Маркированный номер полосы согласно магнитному курсу, на котором она расположена. Значение курса выражается в десятках градусов и округляется до ближайшего целого числа. К примеру, полоса дортмундского аэропорта имеет магнитный курс 59° и обозначается 06. Поскольку полоса может использоваться и в противоположном направлении (магнитный курс 241°), она обозначается 06/24. В случае, если в аэропорту две или более полосы расположены параллельно, к числовому обозначению добавляется буквенное: L (левая), C (центральная) и R (правая)
Покрытие
Покрытие взлётно-посадочной полосы. Используемые сокращения — А (асфальт), Б (бетон), Т (трава)
Максимальная вместимость
Максимальный проектный пассажиропоток аэропорта в его нынешнем состоянии.